# Ermita de San Cristóbal (Tormón)
La ermita de San Cristóbal es un santuario católico situado en Tormón, municipio de la provincia de Teruel, en la (Comunidad de Aragón, España).
Se halla en un promontorio rocoso al sur de la población, su fábrica data de finales del siglo XVI-principios del siglo XVII.

## Historia
La Ermita de San Cristóbal ya se documenta a principios del siglo XVII: según Sebastián de Utienes (Relación Sumaria, 1618), únicamente existía esta ermita en el término, y poseía retablo de pincel. El hecho de que ya existiera en los albores del Seiscientos y su primitiva fábrica hace pensar que su construcción puede datar de finales de la centuria anterior, siglo XVI.
A mediados del siglo XIX (1849), Madoz alude a la ermita, aunque sin nombrar su título, diciendo que en la localidad hay «una ermita á poca dist., del pueblo, y un cementerio bien sit»., refiriéndose al mismo camposanto que hoy puede verse en el cerro de la ermita, en un plano inferior de la misma. 
La presencia de una cruz trinitaria (redondeada) en la clave del arco de cabecera vincula esta ermita con la Ermita de San Marcos (Veguillas de la Sierra), (antigua ermita de la Sma. Trinidad), que posee una cruz idéntica, labrada sobre la ventana-arpillera del muro meridional del cuerpo de cabecera. Ambas ermitas –la de San Cristóbal de Tormón y la de San Marcos de Veguillas- deben estar vinculadas a su vez con el Monasterio de Tejeda (siglo XVI-siglo XVIII) en Garaballa (Cuenca), fundación de la Orden de la Santísima Trinidad y de los Cautivos, también conocidos como «Trinitarios Descalzos», donde se venera la imagen de la Virgen de Tejeda. Es muy probable, pues, que la influencia del Monasterio de Garaballa y la devoción a esta virgen se extendiera a estos remotos lugares del Reino de Aragón, lindantes con el de Castilla y Valencia.
La imagen antigua de la Virgen de Tejeda porta en su mano derecha una esfera con una cruz circular (Pathé) idéntica a la que lucen las ermitas de Tormón y de Veguillas de la Sierra, así como la parroquial de la Trinidad en Veguillas. Idéntica cruz trinitaria (redeondeada) puede verse en el techo de la nave de la Iglesia de Santa Elena (Pedro Izquierdo de Moya), Cuenca.

## Descripción
La construcción posee base rectangular, orientada en sentido longitudinal de la viga cimera -norte (cabecera), sur (pies)-; se alza en la loma del cerro del cementerio, fuera del pueblo, en una posición meridional respecto del mismo.
Posee muros de mampostería ordinaria tomada con argamasa de cal, con sillares de tosca en las esquinas, cubierta a dos aguas con teja árabe dispuesta en canal y cobija, y alero de doble teja.
La entrada se abre en el muro oriental, descentrada hacia los pies, posee arco de medio punto con dovelas de piedra tosca (toba). En el muro de los pies hay una «ventana de culto» rejada. Sobre el hastial, en la vertical de la ventana quedan los restos de lo que pudo ser una antigua espadaña para la campana. Desde la ventana puede verse su interior -vacío de mobiliario-:

«Al fondo se observa el presbiterio, con un altar de obra adosado, las paredes están enlucidas y encaladas, un poyo corrido circunda todo el ermitorio –incluyendo el espacio presbiteral, situado un escalón por encima del piso de la nave-, siendo lo más característico los dos arcos de diafragma (en forma de medio punto) que soportan la estructura de la techumbre. En la clave del arco de cabecera, cara de la nave, puede observarse una cruz trinitaria (redondeada) labrada, idéntica a la que luce sobre la ventana del cuerpo de cabecera, lado de la epístola en la Ermita de San Marcos (antigua ermita de la Trinidad) en Veguillas de la Sierra...».
Tormón, pueblo de Teruel, Alfredo Sánchez Garzón

La estructura de la cubierta es la típica de las techumbres mudéjares a dos aguas, basada en el sistema parhilera con tabicas, soportada sobre dos grandes arcos torales de diafragma, uno a los pies y otro a la cabecera.
La construcción posee el piso de ladrillos de barro cocido, y carece de cimentación, afirmándose directamente sobre el afloramiento rocoso del cerro:

«En conjunto, la Ermita de San Cristóbal puede servirnos para comprender como pudieron ser aquellas iglesias de la primera época, tras la conquista cristiana en esta zona de la Sierra de Albarracín, [...]: construcciones de una sola planta y cubierta de madera a dos aguas, soportada en grandes arcos de diafragma».
Tormón, pueblo de Teruel, Alfredo Sánchez Garzón

Antaño, los vecinos subían hasta la ermita en romería para cantar los «Gozos de san Cristóbal» en su advocación, santo del siglo II-siglo III que el santoral de la Iglesia católica celebra el 25 de julio. Los «Gozos» que tradicionalmente se cantan a san Cristóbal en Tormón están formados por 11 estrofas de redondilla: cuatro versos de arte menor (octosílabos), en rima abrazada consonante (abba).
Desde la ermita se disfrutan estupendas vistas del término –partida de «La Redonda»-, con el caserío de Tormón situado al norte, el río Ebrón al levante y las huertas de cultivo a los pies del cerro, por donde discurre la carretera que comunica Tormón con Alobras y Veguillas de la Sierra.
Otra ermita bajo el mismo título de san Cristóbal se halla en la vecina población de Jabaloyas, sobre el cerro Jabalón (1.692 m de altitud).